# Karl Fredrik Wincrantz
Karl Fredrik Wincrantz, född 30 augusti 1874 i Klara församling, Stockholm, död 6 februari 1932 i Maria Magdalena församling, Stockholm, var en svensk ingenjör och företagsledare.
Wincrantz utexaminerades 1897 från Kungliga Tekniska högskolan. Redan 1893 han börjat som e.o. assistent vid Telegrafverket. Han arbetade där till 1900, då han började vid Stockholms Allmänna Telefon AB (SAT) som direktörsassistent till SAT-grundaren Henrik Tore Cedergren, som var Wincrantz mentor. Han arbetade 1898–1906 även i Patent- och registreringsverket. Efter Cedergrens död 1909 blev Wincrantz verkställande direktör för AB Stockholmstelefon, och förblev på denna post till 1918, då företagets telefonnät övertogs av svenska staten. Stockholmstelefon ombildades i samband med detta till Allmänna Industriaktiebolaget H. T. Cedergren. 1922 fusionerades detta bolag med Telefonaktiebolaget L.M. Ericsson och Wincrantz blev VD för Ericsson, där han delade posten med Hemming Johansson. Att dela på posten intresserade i grunden inte Wincrantz, som 1925 lyckades bli ensam VD under former som pressen betecknade "palatskupp". Han hade via företaget Ängsvik, där Ivar Kreuger var hälftenägare, köpt en så stor aktiepost att han kunde tvinga fram en stor ommöblering i Ericssons styrelse.
Wincrantz lämnade VD-posten 3 september 1930 efter en brytning med Kreuger, som under de föregående åren köpt en ökad ägarandel i Ericsson. En månad senare lämnade han även styrelsen på grund av sjukdom.